# Andropogon brasiliensis
Andropogon brasiliensis là một loài thực vật có hoa trong họ Hòa thảo. Loài này được A.Zanin & Longhi-Wagner mô tả khoa học đầu tiên năm 2003.